# Saber El Ghanjaoui
Saber El Ghanjaoui (ur. 7 września 1992 w Utrechcie) – marokańsko-holenderski piłkarz, grający jako defensywny pomocnik w VV Maarssen.

## Kariera klubowa

### Kariera juniorska
Zaczynał karierę w Sportlust '46. W 2008 roku przeniósł się do Alphense Boys.

### Chabab Rif Al Hoceima
1 lipca 2011 roku przeniósł się do Maroka, do Chababu Rif Al Hoceima. W tym zespole zadebiutował 23 października 2011 roku w meczu przeciwko Olympic Safi (wygrana 5:1). W debiucie asystował przy golu Arnauda Nsemena w 89. minucie. Pierwszą bramkę zdobył 20 kwietnia 2013 roku w meczu przeciwko KAC Kénitra (0:2). Do siatki trafił w 95. minucie. Łącznie zagrał 92 mecze, strzelił 5 bramek i miał 4 asysty.

### FAR Rabat
10 stycznia 2017 roku został zawodnikiem FAR Rabat. W tym klubie zadebiutował 3 lutego 2017 roku w meczu przeciwko Hassanii Agadir (wygrana 2:0). Zagrał cały mecz. Pierwszego gola strzelił 16 kwietnia 2017 roku w meczu przeciwko Chabab Rif Al Hoceima (wygrana 4:1). Do siatki trafił w 84. minucie. Pierwszą asystę zaliczył 7 maja 2017 roku w meczu przeciwko KAC Kénitra (wygrana 2:1). Asystował przy bramce Abdelkabira El Ouadiego w 24. minucie. Łącznie zagrał 38 meczów, strzelił 2 gole i miał asystę.

### Powrót do Al-Husajmy
10 września 2018 roku ponownie podpisał kontrakt z Chababem. Zagrał 21 meczów i miał asystę.

### Mouloudia Wadżda
21 sierpnia 2019 roku został zawodnikiem Mouloudii Wadżda. W tym zespole zadebiutował 15 września 2019 roku w meczu przeciwko Rapide Oued Zem (0:0). Grał 75 minut, zmienił go Noah Sadaoui. 29 listopada 2019 roku zdobył pierwszą bramkę – w meczu przeciwko Olympique Khuoribga(1:4) do siatki trafił w 89. minucie. Pierwszą asystę zaliczył 22 lutego 2020 roku w meczu przeciwko FUS Rabat (porażka 2:1). Asystował przy bramce Mehdiego Naghmiego w 51. minucie. Łącznie zagrał 27 meczów, miał gola i asystę.

### Dalsza kariera
1 lipca 2023 roku został zawodnikiem SV Maarssen.